# حاجی‌آباد (سیب و سوران)
حاجی‌آباد (سراوان)، روستایی از توابع بخش سیب و سوران شهرستان سراوان در استان سیستان و بلوچستان ایران است.

## جمعیت
این روستا در دهستان سیب و سوران قرار دارد و براساس سرشماری مرکز آمار ایران در سال ۱۳۸۵، جمعیت آن ۴۴ نفر (۱۰خانوار) بوده‌است.